# 新意大利 (巴拉圭)
新意大利（西班牙語：Nueva Italia），是巴拉圭的城鎮，位於該國西部，由中央省負責管轄，距離亞松森47公里，始建於1904年，面積356平方公里，海拔高度129米，2002年人口8,525，人口密度每平方公里23.95人。
25°36′43″S 57°28′05″W / 25.61194°S 57.46806°W